# Nina Flack
Nina Flack, född 16 november 1985 i Kinna, är en svensk bowlare. Hon blev utsedd till "Världens främsta kvinnliga bowlare" 2008.
Nina Flack började bowla som mycket ung. Många i hennes släkt spelade bowling, och hennes farbror ägde bowlinghallen i Kinna. Vid sex års ålder fick hon tävlingslicens. Hon tillhörde Hajomsklubben BK Annik till 2002 då hon bytte till Elitserieklubben Örgryte IS. Flack var med i det Örgrytelag som vann SM-guld för 8-mannalag 2004 och 2006. Inför 2006/2007 års säsong bytte hon dock till Team X-Calibur i andradivisionen. Den nya föreningen har sedan dess tagit sig upp i Elitserien.
Internationellt har Flack vunnit tre EM-guld, ett individuellt och två lagguld vid EM i Danmark 2008, ett VM-guld i Mexico 2007 och ett VM-brons i USA 2009. 2008 vann hon två herrtävlingar i Europacupen och samma år blev hon som tredje svenska vald som "Världens främsta kvinnliga bowlare."